# Bogen von Orange
Der Bogen von Orange (auch Triumph- oder Augustusbogen von Orange) ist ein dreitoriger Ehrenbogen wohl spätaugusteisch-frühtiberischer Zeit, der dem nördlichen Stadteingang in das antike Arausio, das heutige Orange im südfranzösischen Département Vaucluse, vorgelagert war und etwa 110 Meter außerhalb der Stadt lag.
Nahezu alle Flächen des Bogens sind mit Reliefs überzogen, unter denen die Darstellungen von Waffen und Tropaia überwiegen. Hinzu kommen Schlachtenreliefs siegreicher Römer im Kampf gegen unterlegene Gallier, zudem untergeordnete Reliefs aus dem Bereich der römischen Religion. Befestigungslöcher für die Anbringung metallener Buchstaben, die Anlass und Zeitpunkt der Errichtung des Bauwerks ungefähr bestimmen, lassen die Inschrift rekonstruieren, auch wenn ihre Deutung diskutiert wird.
Der Bogen wurde im 13. Jahrhundert zu einer Festung umgebaut und mit einem acht Meter hohen Turm versehen. Er war damals im Besitz von Raymond I. des Baux, dem prince d’Orange, und gehörte bis 1725 dem Fürstentum Orange. Eine im 19. Jahrhundert behutsam vorgenommene Restaurierung wurde in den 1950er Jahren dem Zeitgeist folgend überarbeitet, so dass für den Laien eine optische Trennung zwischen antikem Befund und Restaurierung kaum mehr möglich ist.
Im Jahr 1840 wurde der Bogen zum monument historique erklärt und damit als bemerkenswertes Bauwerk unter Denkmalschutz gestellt. Seit 1981 ist das Monument zudem Weltkulturerbe der UNESCO.

## Lage

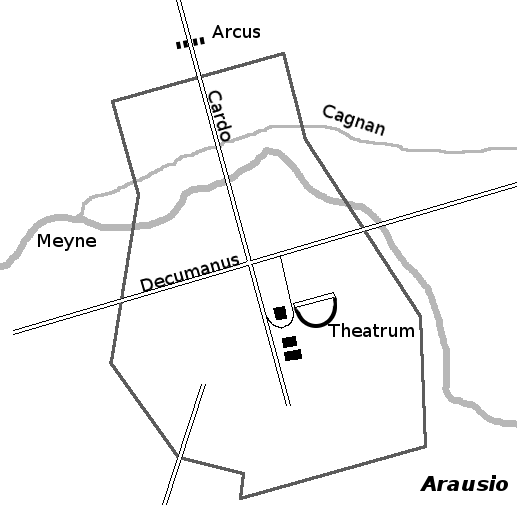
Lage des Bogens im römischen Arausio

Der Bogen erhob sich über der Straße, die von Norden kommend die bald nach 36 v. Chr. gegründete colonia Firma Iulia Secundanorum Arausio, kurz Arausio genannt, erreichte und als Teil der Via Agrippa Arausio mit Lugdunum, dem heutigen Lyon, verband. Die Verlängerung der Straße bildete als Cardo maximus eine der städtischen Hauptachsen. Reste der etwa 10 v. Chr. errichteten und in Teilen nachvollziehbaren Stadtmauer sind im Bereich des Bogens nicht nachweisbar. Man geht deshalb davon aus, dass sich der Bogen außerhalb der Stadt befand und dem eigentlichen Zugang deutlich vorgelagert war. Hierfür sprechen auch die nördlich des Bogens gefundenen Fragmente von Gräbern, die sicher zu einer außerhalb der Befestigung angelegten Nekropole gehörten.
Ilse Paar und Hans G. Frenz schlugen daher vor, in dem Monument einen in augusteischer Zeit entstandenen „Stadtgründungsbogen“ zu sehen. Dieser durch Almut von Gladiß geprägte Begriff soll Bögen bezeichnen, die auf dem durch die Auguren festgelegten Pomerium, der rituell gepflügten Stadtgrenze, errichtet wurden. Schon Arthur Lincoln Frothingham sah 1905 in den einer Stadtmauer vorgelagerten Bögen Markierungen des Pomeriums. Für den Bogen von Orange hat diese Interpretation nur bedingt Aufnahme gefunden. Unter der griffigen Bezeichnung „Stadtgründungsbogen“ wird das Monument seither gleichwohl verbreitet in Reiseführern vermarktet.
Das Wesen dieser nicht als Triumphmonument dienenden Bögen ging deutlich über das Markieren eines Pomeriums – eine Aufgabe, die viel offensichtlicher durch eine Stadtmauer erfüllt werden konnte – hinaus. Ähnlich wie der Bogen von Glanum war der Bogen in Orange schon von weitem in der Ebene sichtbar. Er kennzeichnete als Landmarke den Eingang zur römischen Stadt und zeugte in deren Vorfeld von der Großartigkeit und Überlegenheit römischer Zivilisation und Kultur, die sich innerhalb der Stadtmauer durch Theater, Tempelbauten und öffentliche Plätze Ausdruck verschaffte.

## Architektur
Der dreitorige, aus lokalem Kalkstein der Brüche bei Sérignan errichtete Bogen hat eine erhaltene Höhe von 18,60 Metern, eine Breite von 19,56 Metern und eine Tiefe von 8,40 Metern. Der für Fuhrwerke und Wagen taugliche mittlere Durchgang erreicht bei einer Breite von 5,02 Metern eine lichte Höhe von 8,87 Metern, die 2,92 Meter breiten seitlichen Durchgänge für die Fußgänger waren 6,48 Meter hoch.
Die Bogenpfeiler sind an den Fronten mit je zwei kannelierten Halbsäulen zwischen den Durchgängen versehen, Dreiviertelsäulen als Ecksäulen greifen auf die äußeren Schmalseiten des Bogens um. Die Halbsäulen stehen auf Postamenten, besitzen attische Basen mit Plinthen und werden von Kapitellen korinthischer Ordnung bekrönt. Es folgt ein über den Seitendurchgängen verkröpftes Gebälk, dessen Architrav durch drei horizontale, mittels Astragalen voneinander abgesetzte Bänder gegliedert ist. Während der Architrav über den Seitendurchgängen als Wandarchitrav Teil der Bogenpfeiler ist und entsprechend zurückspringt, überspannt er im Bereich des Mitteldurchgangs frei die mittleren Halbsäulen. Ein Eierstab schließt als bekrönendes Profil den Architrav ab. Es folgt ein figurenreicher, nur noch an Süd- und Ostseite in Teilen erhaltener Fries mit hin und her wogenden Kampfszenen. Auf der Nordseite wurde der Fries hingegen glatt belassen und nicht plastisch ausgearbeitet. Dem Fries folgt nach einem Zahnschnitt und einer Abfolge weiterer Profile ein an seiner Unterseite mit Konsolen verziertes Geison. Eine reiche Profilabfolge vermittelt zur abschließenden blattverzierten Sima. Der zentrale Durchgang wird an beiden Fassaden durch Dreiecksgiebel betont, die den vorspringenden Gebälkbereich überspannen.
Diese Dreiecksgiebel sind der oberhalb des Gebälks folgenden, doppelten Attika vorgeblendet. Während die untere Attika die Vor- und Rücksprünge der Blendarchitekur im Bereich der Durchgänge aufnimmt, wurde die obere durch weitere vorspringende Elemente in Form von Postamenten oberhalb der Seitendurchgänge bereichert.
Die Pilaster, auf denen die Archivolten der Durchgänge ruhen, sind mit zarten Rankenornamenten überzogen und weisen filigran gearbeitetes Blattwerk und Stängel auf. Im Gegensatz zum sonst oft flächenfüllenden Ornament des Bogens haben die Pilasterreliefs großzügige Freiflächen, wodurch die detailreiche, feine Qualität der Rankenbestandteile besonders gut zur Geltung kommt. Die Archivolten selbst sind mit üppig gefüllten Girlanden aus Früchten und Blättern geschmückt, ihre Unterseiten tragen ein Netz aus quadratischen und rhombenförmigen flachen Feldern. Wabenförmige, reich mit wechselnden Profilen dekorierte und mit zentralen Blüten versehene Kassettenfelder zieren die Bogenunterseite im Bereich der Durchgänge.
Die Schmalseiten des Bogens wurden mittels zweier Halbsäulen zwischen den Dreiviertelsäulen der Ecken in drei Felder gegliedert. Der Aufbau der Blendarchitektur folgt jener der Fassaden, weist aber ein anderes Schema der Verkröpfungen auf. Das Gebälk tritt nun lediglich oberhalb des mittleren Feldes zurück, kehrt also die Abfolge der Fassaden um und wird in ganzer Breite von einem Dreiecksgiebel bekrönt. Den mittleren Bereich des Giebelfeldes nimmt oberhalb der Verkröpfung eine Konche ein.

Ansichten und Details
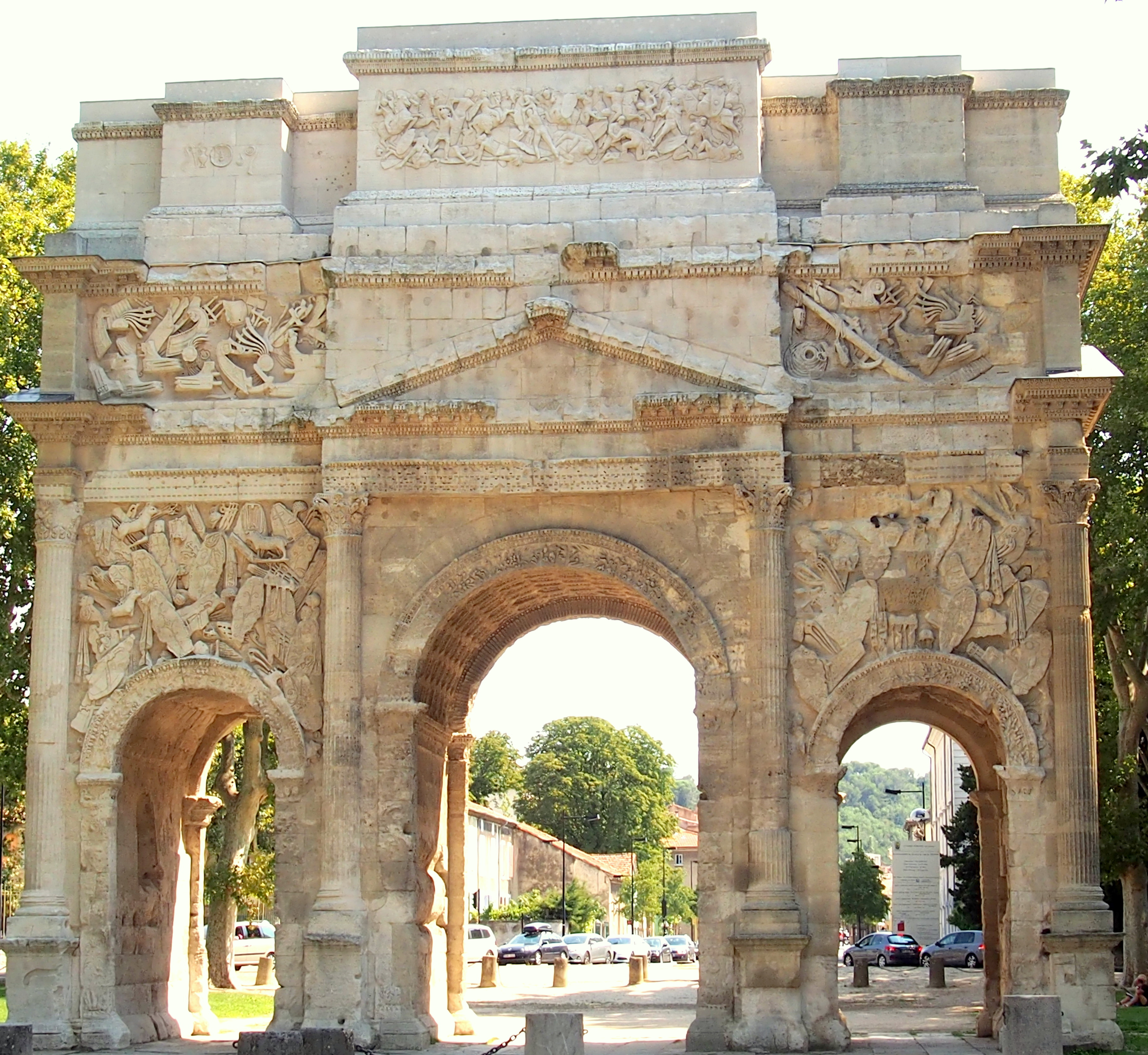
Nordseite
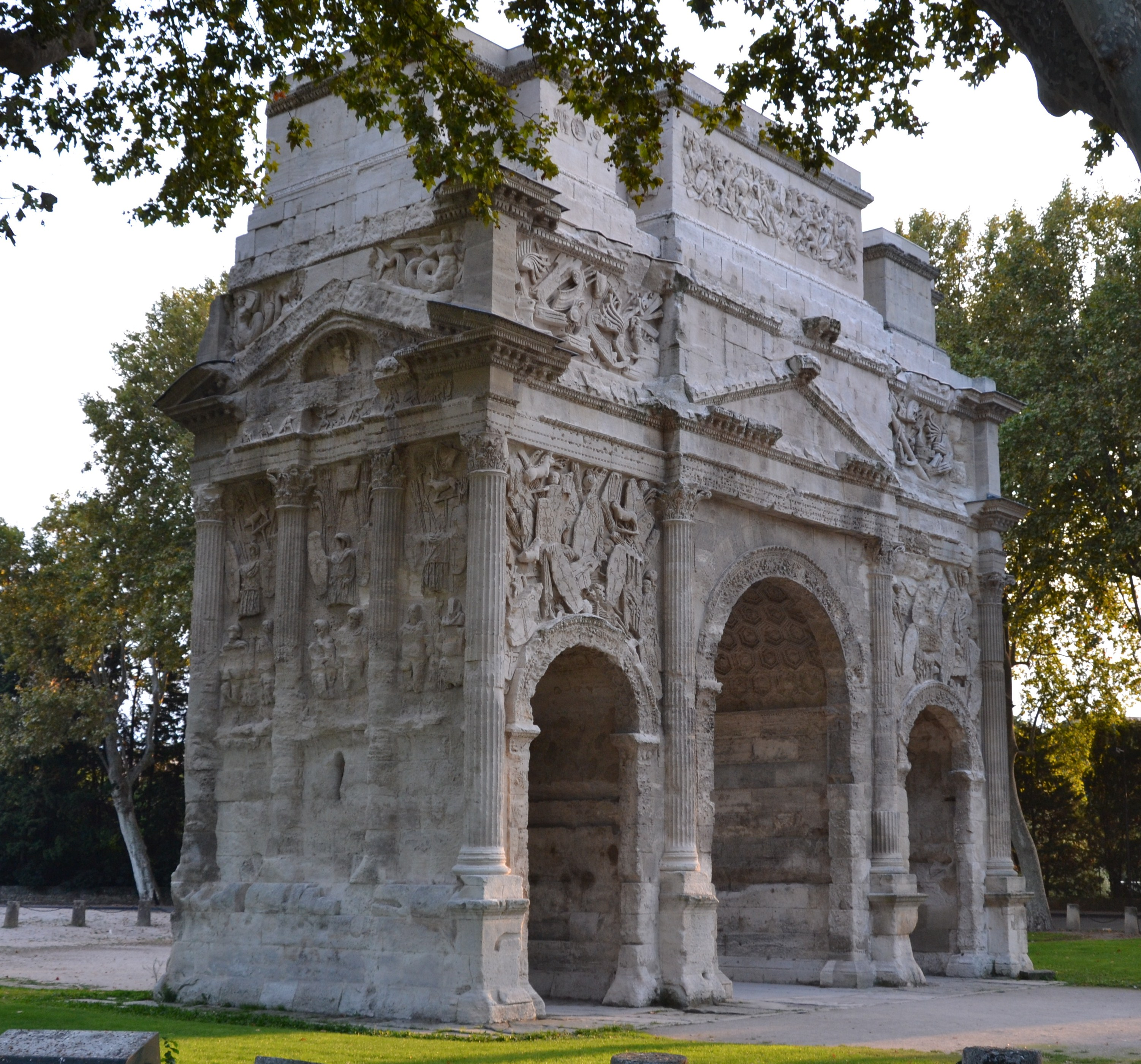
Nord- und Ostseite
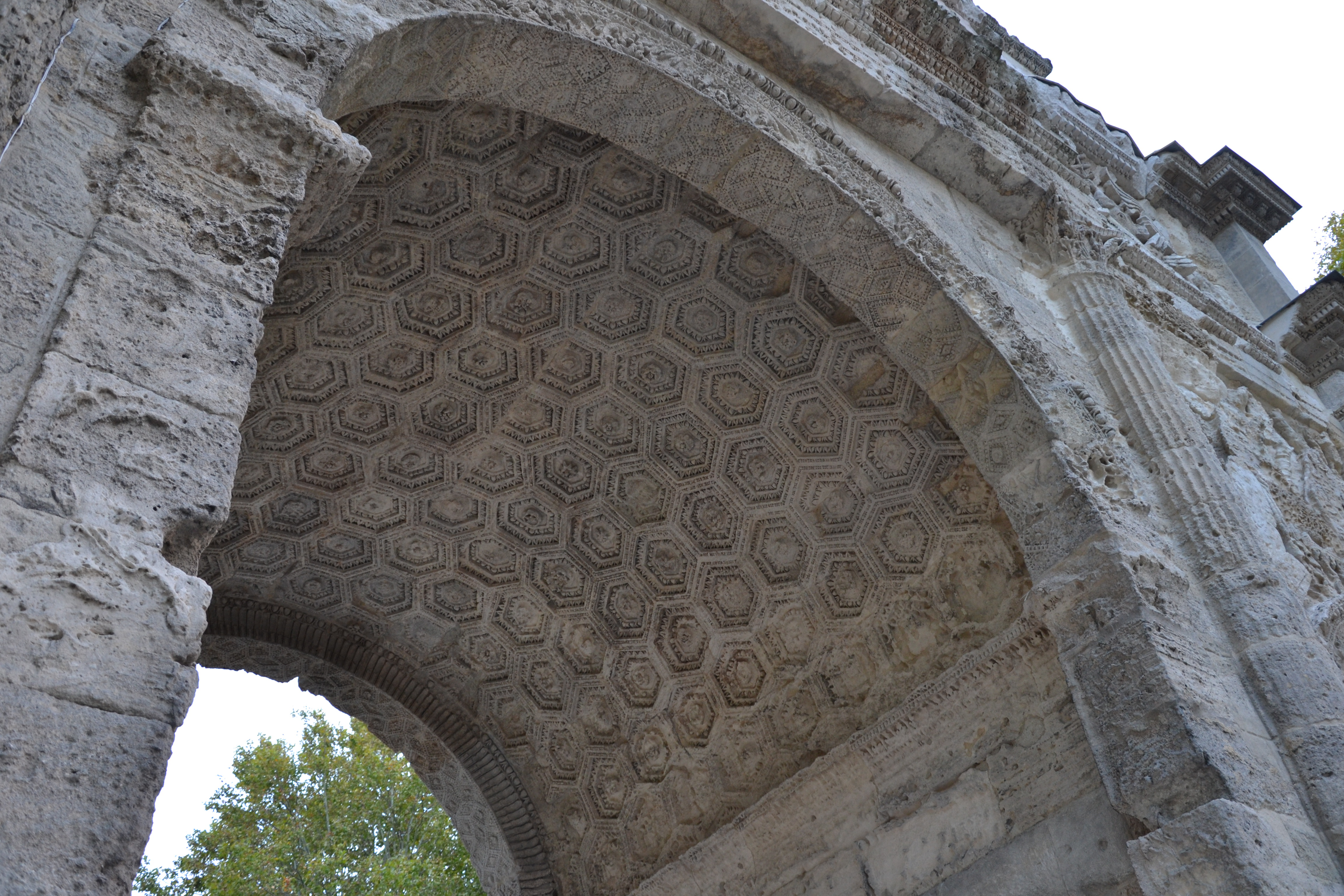
Mittlerer Durchgang
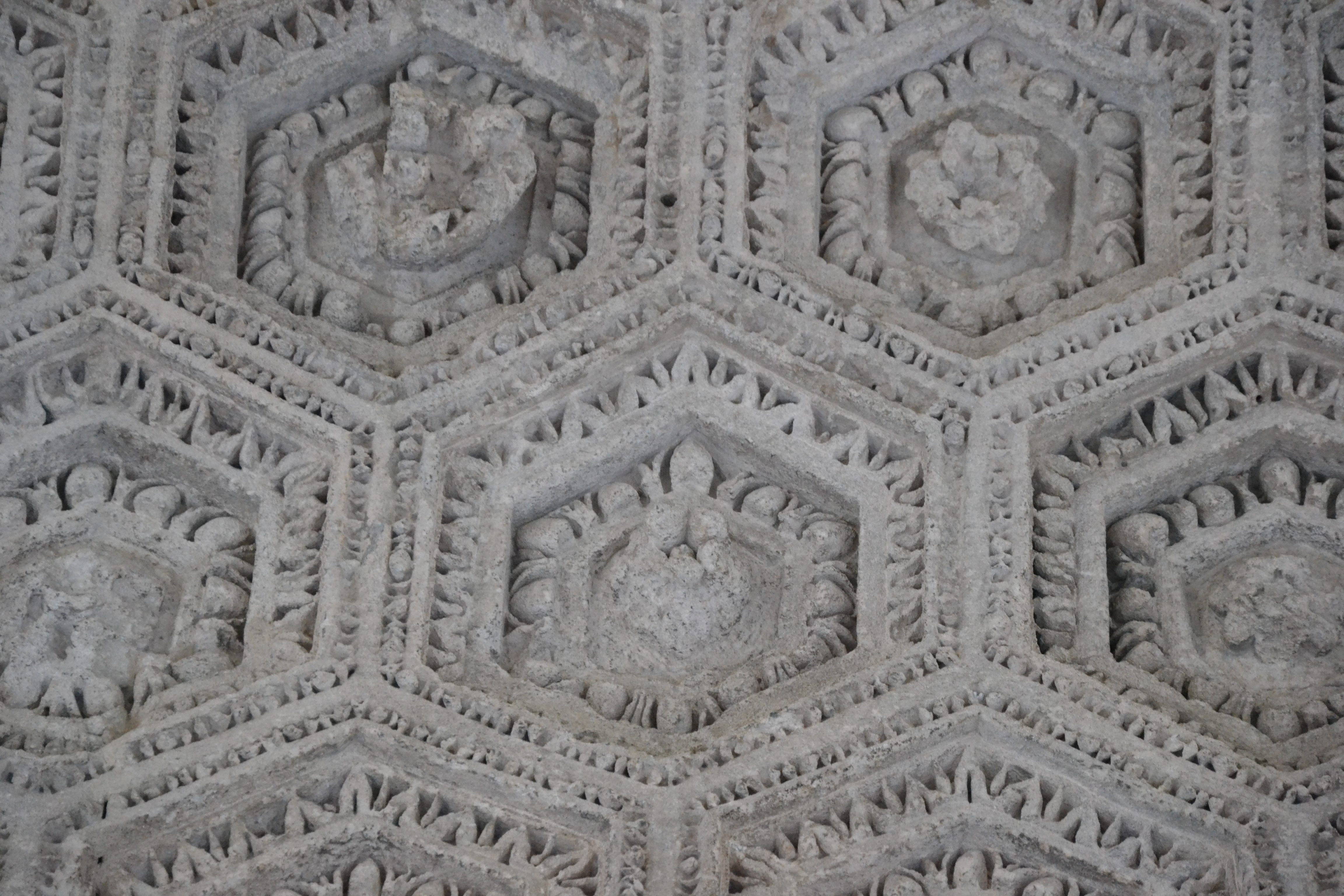
Detail der Kassettendecke

## Bildschmuck

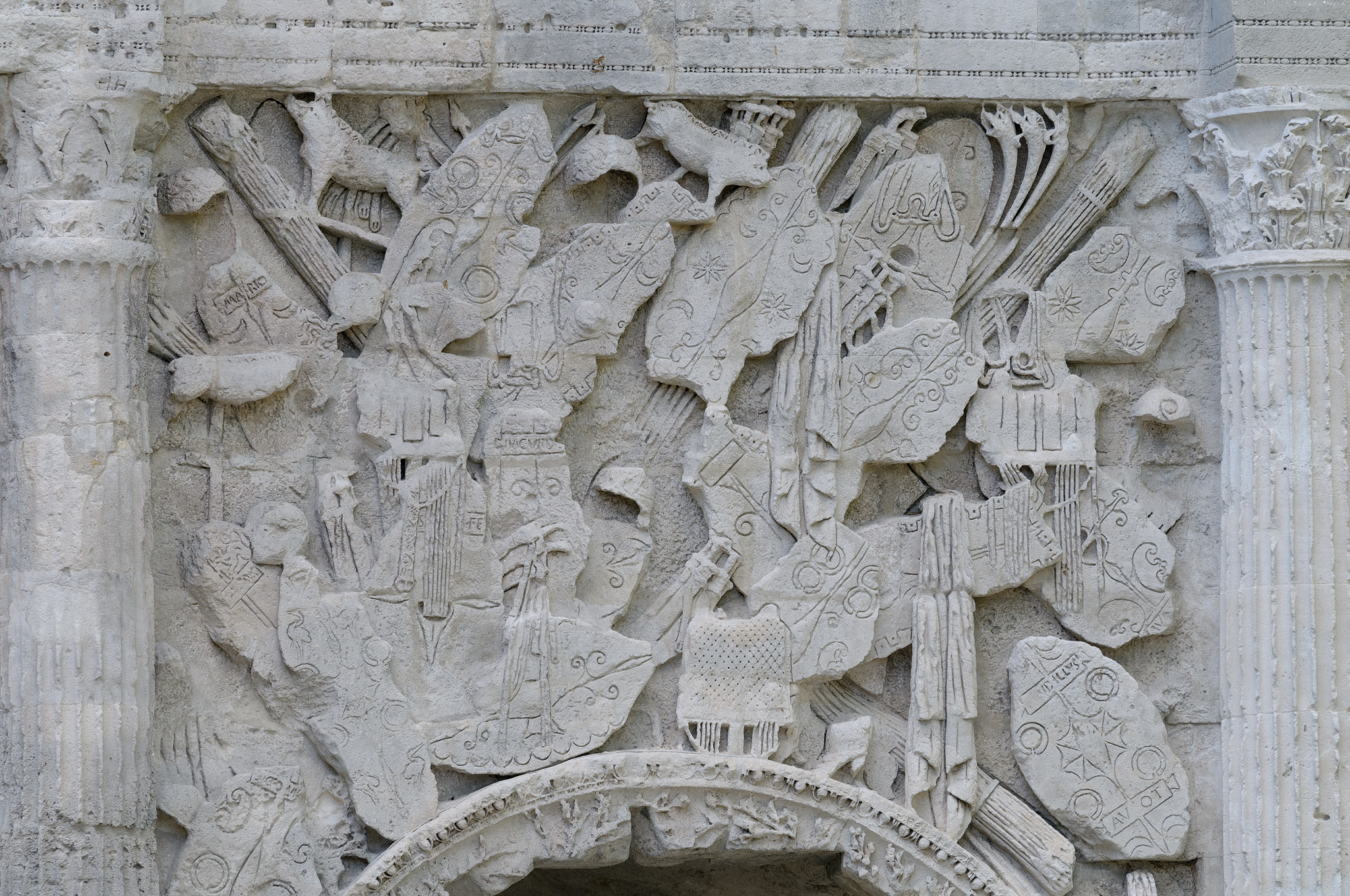
Relief mit Landwaffen über dem östlichen Durchgang der Südseite

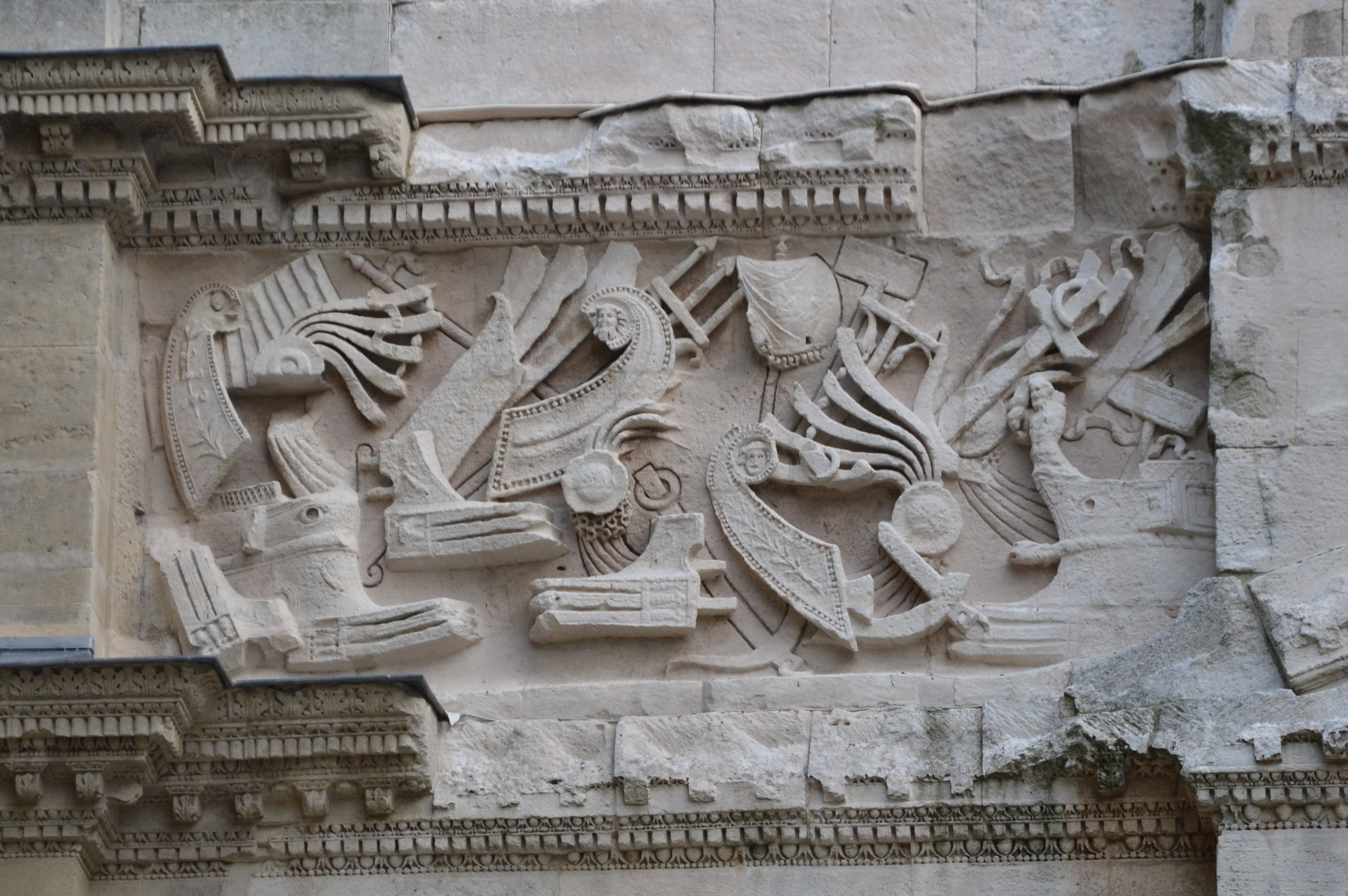
Relief mit Seewaffen über dem östlichen Durchgang der Nordseite

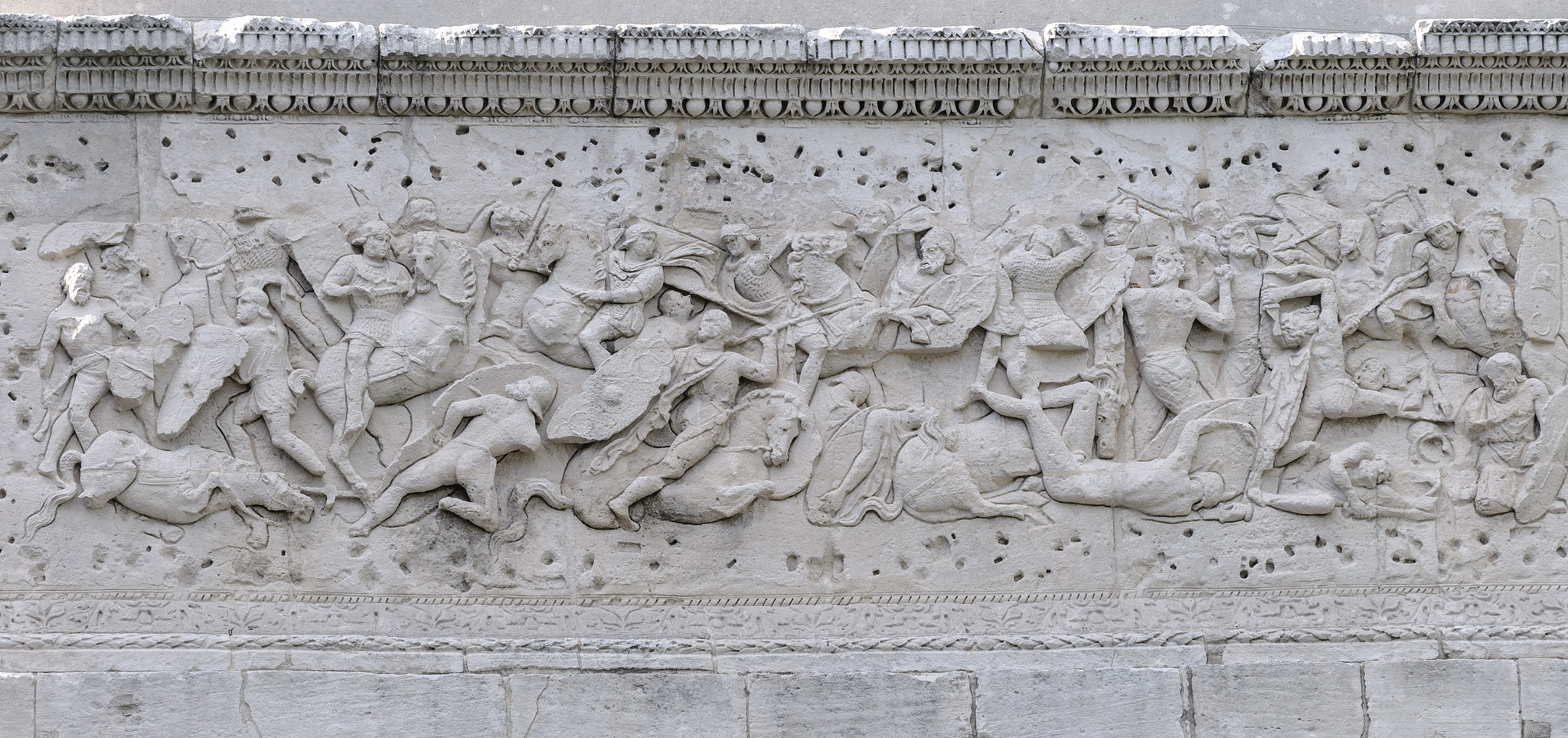
Südliches Mittelpostament der 2. Attika

Neben der reichen Ornamentierung ist der Bogen über und über mit Reliefs unterschiedlicher Inhalte verziert. So weisen die Wandflächen über den seitlichen Durchgängen Waffenreliefs auf, auf denen unter anderem Schilde, Helme, Vexilla, Schwerter und Lanzen dargestellt sind. Die je drei Bildfelder zwischen den Blendsäulen der Außenseiten sind gefüllt mit Tropaia, ursprünglich auf dem Schlachtfeld aufgestellten Zeichen des Sieges, vor denen gefesselte, kriegsgefangene Barbaren stehen.
Der im Verhältnis zu diesen großformatigen Reliefs kleine Fries zeigt eine Aneinanderreihung von Zweikampfszenen zwischen nackten, langhaarigen Galliern und in Tuniken gekleideten Römern. Da sich unter den zu Boden gestürzten Kämpfern nur nackte Gestalten befinden, wird die Sieghaftigkeit der Römer deutlich.
Sind die Relieffelder oberhalb der Durchgänge mit Waffen des Landkrieges gefüllt, so zeigen die entsprechenden Reliefs der ersten Attika Waffen des Seekriegs: Rammsporne, Maste, Anker, Dreizacke, Taue. Maritim sind auch die Darstellungen im Bereich der Attikaschmalseiten, deren Zwickel oberhalb der Giebeldreiecke mit an Tritone erinnernden Meerwesen gefüllt sind. Demgegenüber werden die Zwickel der seitlichen Giebeldreiecke selbst von Füllhörnern eingenommen, eine Büste des Sol erscheint in der Giebelnische.
Die Mittelpostamente der oberen Attika sind mit Schlachtenreliefs dekoriert. Berittene und mit Kettenhemden gepanzerte Römer sowie einfache Legionäre kämpfen gegen die unterlegenen, nackten oder in Hosen kämpfenden Gallier. Zahlreiche Bohrlöcher umgeben die Szene der Südseite und dienten wohl der Anbringung weiterer, in Bronze ausgeführter Darstellungselemente. Auch auf den Seitenwänden der Mittelpostamente sind Kampfszenen angebracht. Ob sie ursprünglich die gesamten Seiten einnahmen oder nur bis zu den Stoßkanten der die Seitenpostamente anbindenden Bauglieder ausgeführt wurden, ist ungeklärt.
Gegenüber diesen zumeist kriegerischen Reliefinhalten sind die Darstellungen des östlichen Postaments auf der oberen Attika einem ganz anderen Themenkreis verpflichtet. So zeigt dessen Nordseite eine Reihe von Kultgeräten, nämlich von links nach rechts Aspergillum, Guttus, Patera, Simpulum und Lituus. Die Darstellung solcher Kultgeräte weist insgesamt in die Sphäre der römischen Pietas. Während Guttus, Patera und Simpulum ganz allgemein Pietas ausdrückende Kultgeräte sind, stehen Aspergillum und Lituus mit ganz bestimmten Priesterschaften und deren Funktion in Verbindung. So ist der Lituus das Kultgerät der bei Stadtgründungen wichtigen Auguren, die für die Abgrenzung des Gebietes, das durch die anzulegende Stadt oder Kolonie der Natur entrissen wurde, zuständig waren.
Das südliche Relief des östlichen Postaments entzieht sich ganz einer Deutung. Dargestellt ist ein weibliches Brustbild, von einem aufgebauschten Mantel umgeben. Diese velificatio genannte Drapierung des Gewandes kennzeichnet in der römischen Kunst das Erscheinen von Gottheiten, unter den weiblichen insbesondere von Luna, Venus und Aura. Als Aura wird die Göttin am Bogen zumeist angesprochen, ohne sich auf eine Interpretation festzulegen.

Reliefs der Fassaden
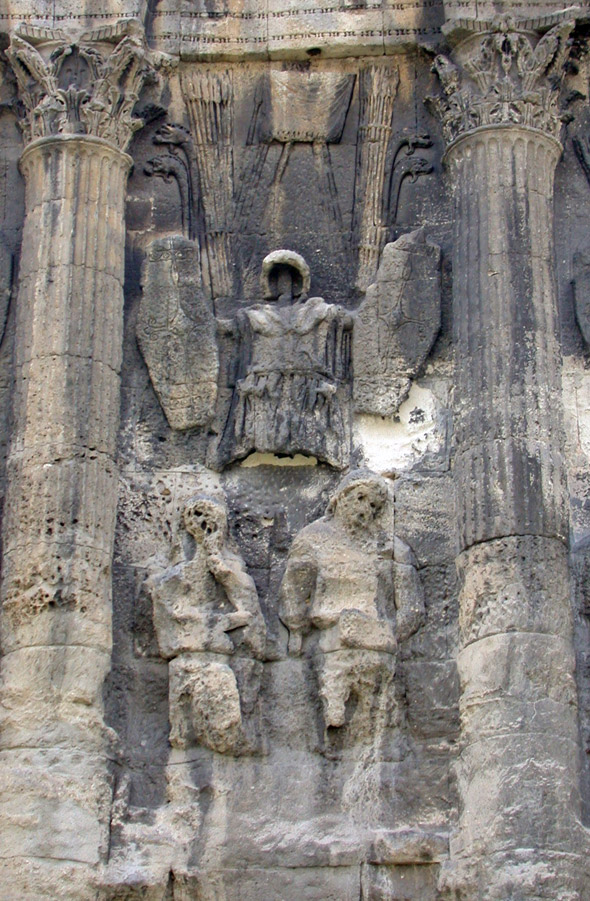
Mittleres Tropaion der Ostseite
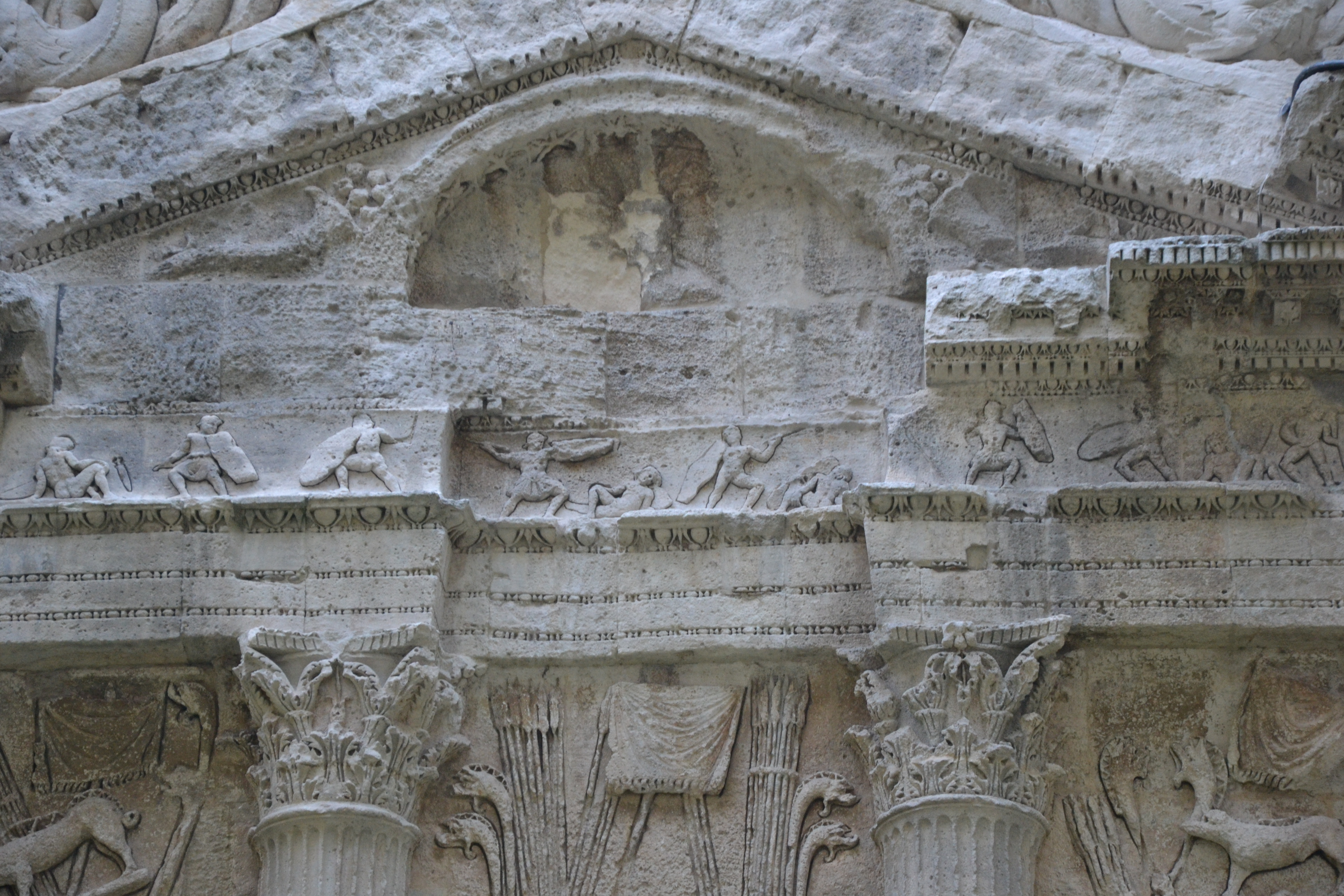
Östlicher Giebel mit Sol und Füllhörnern
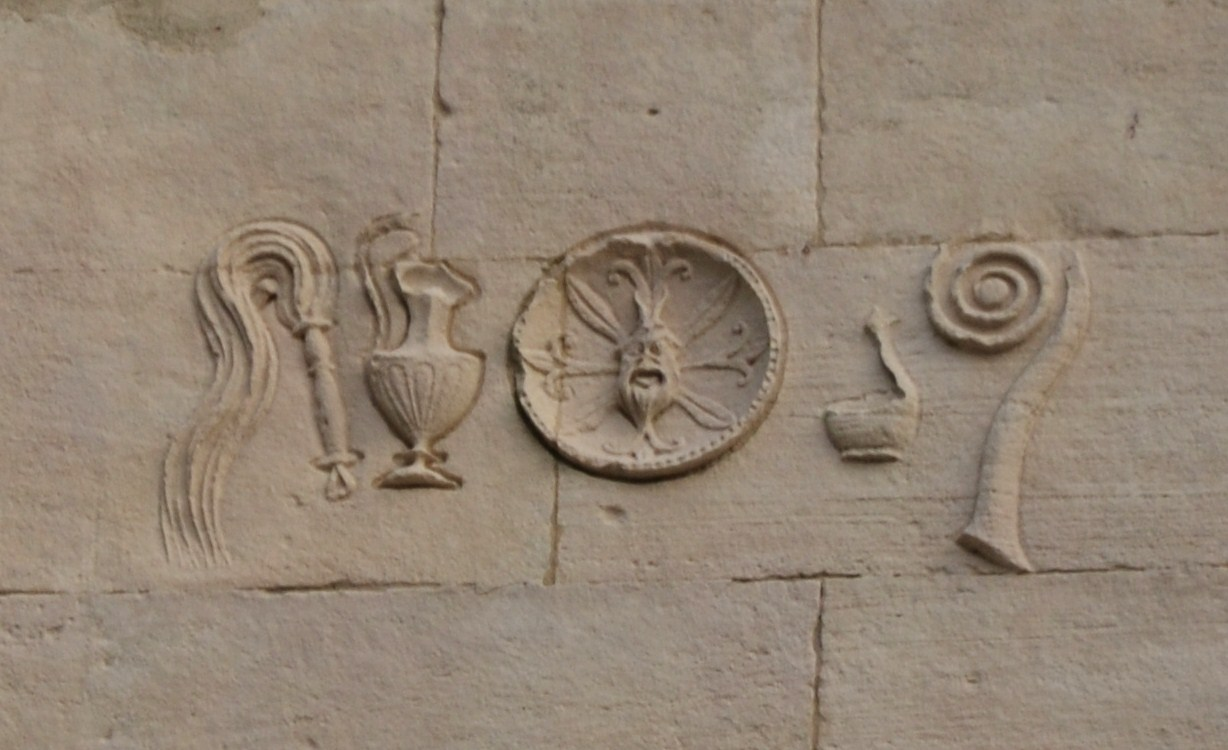
Kultgeräte auf der oberen Attika
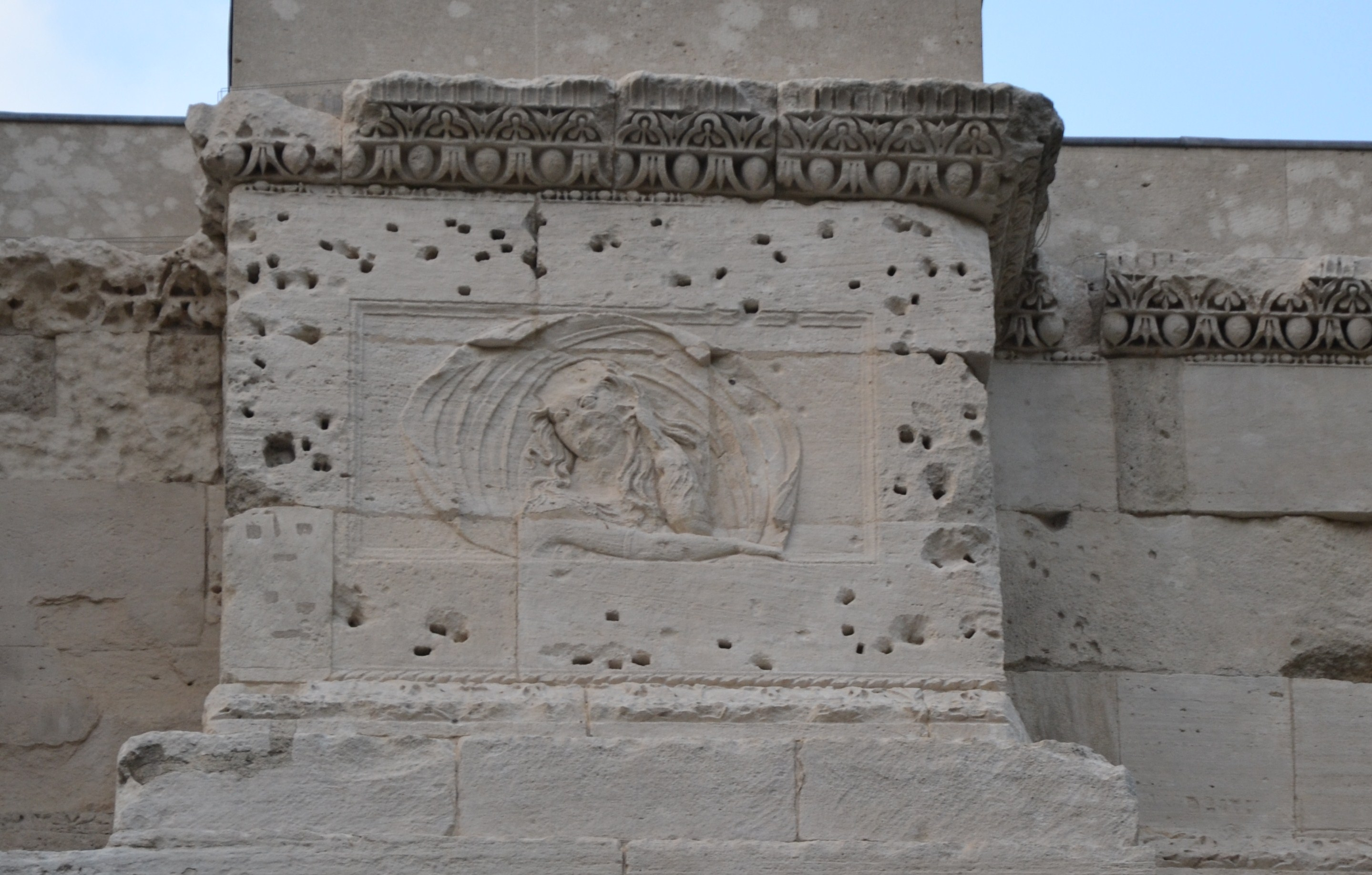
„Aura“ auf der oberen Attika

## Inschriften

### Architravinschrift
Erst 1811 entdeckte man, dass Löcher am Architrav der Nordseite zu einer Inschrift gehörten und der Befestigung metallener Buchstaben dienten. Nach den Restaurierungen des Bauwerks und der Befreiung von neuzeitlichen Bauteilen in den Jahren von 1950 bis 1955 fand man am südlichen Architrav ebenfalls zu einer Inschrift gehörende Befestigungslöcher. Damit wurden ältere Lesungen der Inschrift zwar hinfällig, Unsicherheiten bestehen aber weiterhin nicht nur bezüglich der Schlussformel:

„TI • CAESAR • DIVI • AVGVSTI • F • DIVI • IVLI • NEPOTI • AVGVSTO • PONTIFICI • MAXI

    POTESTATE • XXVIII • IMPERATORI • IIX • COS • IIII • RESTITVIT • R • P • COLONIAE (oder RESTITVTORI • COLONIAE)“

„Dem Tiberius Caesar, Sohn des Divus Augustus, Enkel des Divus Iulius, dem Pontifex Maximus, 

zum 28. Mal Inhaber der tribunizischen Gewalt, zum 8. Mal Imperator, zum 4. Mal Konsul, [zu Ehren] stellte das Gemeinwesen der Kolonie [den Bogen] wieder her (oder: ...zum 4. Mal Konsul, dem Wiederhersteller der Kolonie)“

Die an Tiberius gerichtete Inschrift ließe sich in dieser Lesung aufgrund der genannten Titulatur in das Jahr 26/27 n. Chr. datieren. Doch passen insbesondere die Schreibweisen der Zahlen und die Abkürzungen der Titel nicht unbedingt zu den in der frühen Kaiserzeit zu erwartenden Formeln. Zudem müssen für die rekonstruierte Lesung oft ganz verschiedene Lochmuster für denselben Buchstaben vorausgesetzt werden. Allein für die Buchstaben A und E gab es demnach je sechs unterschiedliche Fixierungsmuster, für R und V je fünf, für das O allein sieben. Deswegen wurde die Richtigkeit der zumeist akzeptierten Lesung nicht nur in Zweifel gezogen, sondern ganz verworfen. Für die Rekonstruktion der Schlussformel zu restitutori coloniae, „dem [gemeint ist Tiberius] Wiederhersteller der Kolonie“, ist ein Anlass nur sehr gewollt zu rekonstruieren; eine besondere Zuwendung seitens des Tiberius gegenüber der Kolonie ist nicht überliefert. Man glaubte, in der Niederschlagung der von Iulius Sacrovir 21 n. Chr. in Nordfrankreich geführten Unruhen und in einer anschließend einsetzenden Stärkung der Veteranenkolonien ein passendes Ereignis gefunden zu haben. Nimmt man hingegen eine Wiederherstellung des Bogens durch die Kolonie an, könnte sich das restituit sowohl auf Restaurierungsarbeiten als auch auf eine Umwidmung des Bogens an Tiberius beziehen. Der bei einer baulichen Restaurierung zu fordernden und auch vertretenen Trennung verschiedener Bauphasen an dem Bogen wurde die mit nur einer frühen Bauphase auskommende Annahme entgegengesetzt, die Inschrift künde von einer Umwidmung des ursprünglich postum dem 19 n. Chr. verstorbenen Germanicus bestimmten Bauwerks an Tiberius. Doch wird die Inschrift auch als für die Datierung des Bogens gänzlich unerheblich eingeschätzt. Unabhängig von ihrer Datierung gilt es als sicher, dass sie erst nachträglich auf dem durchdekorierten Architrav angebracht wurde.

### Reliefinschriften
Verteilt über den Bogen sind auf den Schilden der Waffenreliefs und der Tropaia zahlreiche Namen eingraviert, unter anderem MARIO, DACVRDVS, SACROVIR(US), BODVACVS.
Bereits die älteste erhaltene Beschreibung des Bogens aus dem Jahr 1535 von Aymar du Rivail (1491–1558) erwähnt die Aufschriften:

„Et extra ipsam civitatem a borea est triumphalis arcus prælii navalis undequaque perfectus et integer, et in quinque scutis ibi insculptis adhuc leguntur totidem nomina sequentia: 

MARIO. DACVDO. VDILLVS. CATVLVS. RODVACVS

reliqua ventus et vetustas corroserunt.“

Der Name Boduacus ist von zwei weiteren Inschriften aus Nîmes und Verona bekannt, Iulius Sacrovir aus dem von Tacitus überlieferten Aufstand in Ostgallien aus dem Jahr 21. Ob die Schildaufschriften auf historische Persönlichkeiten Bezug nehmen, einfach nur Künstlerinschriften oder gar Waffenproduzenten darstellen, ist nicht zu entscheiden. Ein Mitglied aus der Familie eines Sacrovirus (ex Sacroviri gente) ist aus einer in Orange gefundenen Grabinschrift der ersten Hälfte des 1. Jahrhunderts bekannt, ohne dass ein Bezug zur Inschrift auf dem Bogen hergestellt werden kann.

## Datierung
Die Datierung des Bogens ist Gegenstand anhaltender Diskussion. Grundlage dieser Diskussion sind:
1. Inhalt und Interpretation der Architravinschrift sowie deren Einschätzung als datierungsrelevantes Kriterium;
2. die Beurteilung von Bauformen und -ornamentik als Ausdruck eines datierbaren Baustils;
3. der sich in den Reliefs widerspiegelnde Kunststil und deren damit verbundene Zeitstellung;
4. die konzeptionelle Geschlossenheit des architektonischen Befundes.

Das Spektrum der heute noch vertretenen Datierungsansätze reicht vom 2. Jahrzehnt des 1. Jahrhunderts bis zum Beginn des 3. Jahrhunderts, wobei ein Großteil der Forscher von einer Datierung des Bogens in das 3. Jahrzehnt des 1. Jahrhunderts ausgeht. Doch bleibt die Datierung unsicher und erheblich davon abweichende Ansätze sind als Teil der Diskussion ernstzunehmen.
Hatte der erste Bearbeiter der Inschrift, Pierre Herbert, 1862 den Anfang der ersten Zeile noch als IMP CAIO I CÆ AVGVSTO DIVI I FIL gelesen und hierin eine Widmung an Augustus, den Sohn des vergöttlichten Gaius Iulius Caesar, gesehen, so erbrachte eine neuerliche Bearbeitung durch Félicien de Saulcy im Jahr 1866 TI CAESARI DIVI AUGUSTI FIL DIVI IULI NEP als Widmung. Diese Lesung datierte das Monument in die Zeit des Tiberius. Sie schien die bereits zuvor von Charles Lenormant anhand der Sacrovir-Beischrift der Reliefs vorgetragene Datierung zu bestätigen. Im Jahr 1880 fertigte Alexandre Bertrand einen Abdruck der Fixierungslöcher an und kam im Ergebnis zur Lesung TI CAESARI DIVI AUGUSTI F DIVI IULI NEPOTI AUGUSTO, was die Lesung von Félicien de Saulcy verfeinerte und ergänzte, zudem grundsätzlich bestätigte. In dieser Form, ergänzt um weitere Elemente der Titulatur, welche die Inschrift konkret in das Jahr 24/25 datierten, fand die Inschrift Eingang in Band 12 des Corpus Inscriptionum Latinarum unter der Nummer 1230 und kam der aktuellen Lesung sehr nahe. Nach weiteren Modifikationen durch André Piganiol und Robert Amy, die zur Datierung in das Jahr 26/27 führten, galt der Bogen als festdatiertes Monument, errichtet in tiberischer Zeit.
Zweifel ergaben sich aus der unsicheren Lesung der Schlussformel und dem Umstand, dass die Inschrift auf dem für eine Anbringung nicht vorbereiteten Architrav befestigt worden war. Damit bot die Inschrift nur noch einen terminus ante quem für die Datierung. So schlugen Ilse Paar und Hans G. Frenz ihrer Deutung als „Stadtgründungsbogen“ folgend vor, in dem Monument einen augusteischen Bau zu sehen.

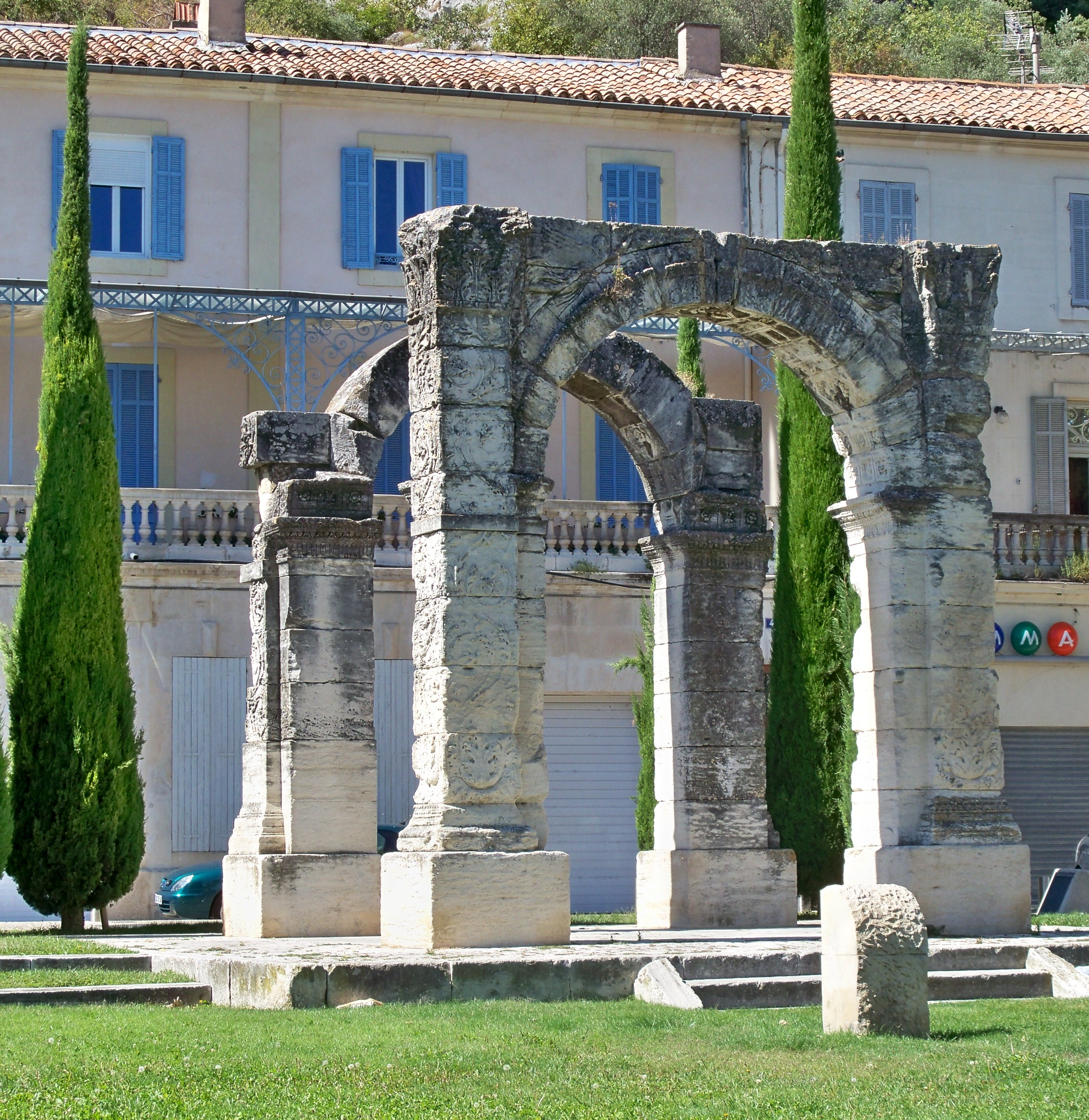
Bogen von Cavaillon

Gegen eine Datierung auch nur in der Nähe der um 35 v. Chr. erfolgten Koloniegründung in früh- oder mittelaugusteische Zeit sprachen hingegen alle Bauformen und Dekorationselemente des Bogens. Daher schlug Pierre Gros vor, der Bogen sei für den verstorbenen Germanicus bestimmt gewesen und im Jahr 26/27 umgewidmet worden, der Bau mithin in den Jahren 20–26/27 ausgeführt worden. Eine differenziertere Betrachtungsweise stellte Annette Küpper-Böhm zur Diskussion. Nach einem Vergleich mit anderen Monumenten der Region, etwa den Bögen von Cavaillon und Glanum, dem Theater von Arles, kommt sie zu dem Ergebnis, dass der Bau in Orange im zweiten Jahrzehnt errichtet wurde. Ein Umbau in tiberischer Zeit, bei dem eine erste obere Attika aufgesetzt wurde, führte zur Umwidmung und Anbringung der Inschrift auf dem Architrav. Im 2. Jahrhundert schließlich sei die obere Attika erneut umgestaltet und in ihre heute bekannte Form gebracht worden. Wichtigstes Indiz hierfür seien die Reliefs der oberen Attika. Bereits im 19. Jahrhundert erkannte man – allerdings ohne Konsequenzen für die Datierung des Bauwerks –, dass die Kampfreliefs der oberen Attika nicht recht zu einer frühkaiserzeitlichen Zeitstellung passen mochten. Kompositionsschema und Ausführung erinnern vielmehr an Schlachtensarkophage, wie man sie seit trajanischer Zeit kennt.

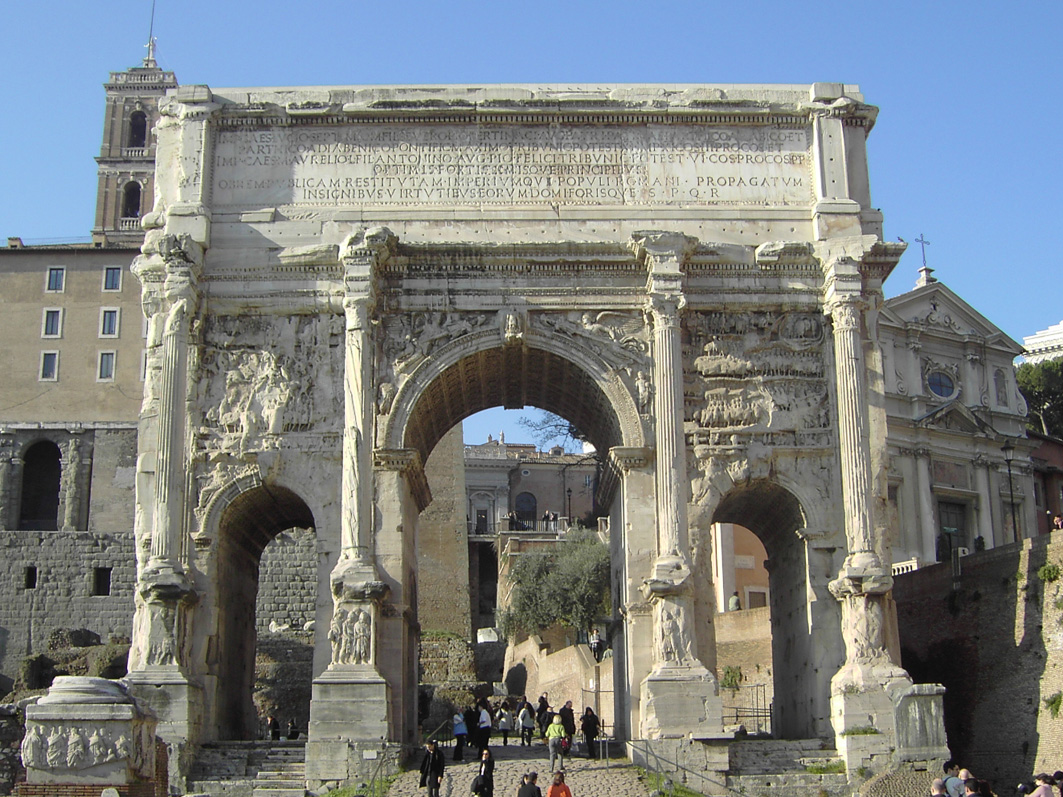
Septimius-Severus-Bogen, Rom

James C. Anderson jr. schließlich, der der Rekonstruktion der Inschrift keinerlei Wert beimisst, den Ansatz von Küpper-Böhm aber für ingenious hält, bricht gänzlich mit der gängigen Datierung des Bogens in das frühe 1. Jahrhundert. Ausgehend von den Schlachtenreliefs der oberen Attika kommt er zu einer Datierung in die Zeit des Septimius Severus am Ende des 2. Jahrhunderts, sieht allerdings keine Notwendigkeit für die Trennung verschiedener Bauphasen und verwirft eine hypothetische erste Phase der oberen Attika. Eine Datierung ins spätere 2. Jahrhundert wurde bereits von Paolino Mingazzini vertreten. Für Anderson sind die Rankenmotive der Archivoltenpilaster mit julisch-claudischer Bauornamentik nicht vereinbar, vielmehr wären solche Elemente frühestens in flavischer Zeit, also etwa ab dem Jahr 70 in Mode gekommen. Die Betonung der Halbsäulen durch auf den Boden durchgezogene Einzelpostamente sei vor dem Septimius-Severus-Bogen nicht nachweisbar. Als Grund für die Anbringung der Inschrift auf dem Architrav stellt er die damnatio memoriae Getas im Jahr 211 zur Diskussion, denn Geta wäre auf der ursprünglichen und unter Caracalla eradierten Inschrift des glatten, abgearbeiteten Nordfries genannt worden. Da dieser Zeitansatz sich mit dem, was man über die Entwicklung römischer Dekorformen, insbesondere des korinthischen Kapitells, aber auch anderer Elemente wie der Ranken und Girlanden bislang herausgearbeitet hat, nicht in Einklang bringen lässt, ist Anderson gezwungen, die bisherigen Datierungen der meisten römischen Bauten nicht nur in der Gallia Narbonensis, sondern auch in den westlichen Provinzen in Frage zu stellen. Dies konnte sich bislang nicht durchsetzen.

## Nachantike Nutzung

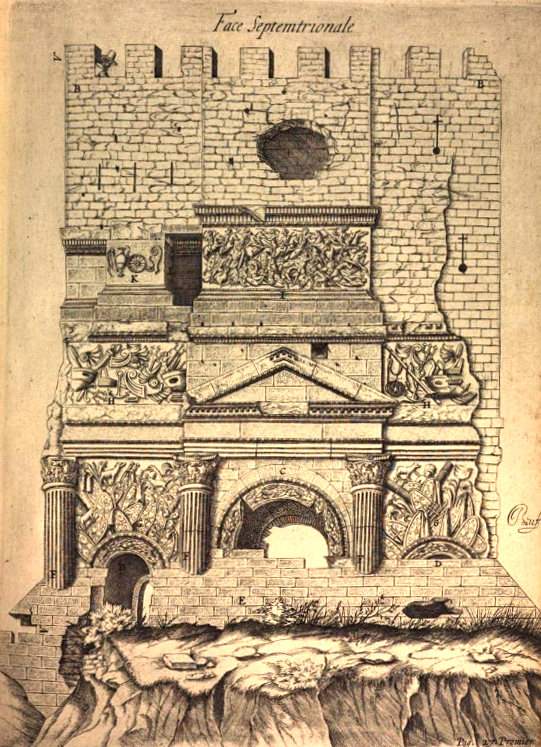
Nordseite des Bogens, Joseph de La Pise 1640

Der prince d’Orange, Raymond I. des Baux (gestorben 1282) baute den Bogen von Orange im 13. Jahrhundert zu einer Festung um. Auffälligste Neuerung war hierbei ein rund acht Meter hoher, zinnenbewehrter Turm, der auf der oberen Attika platziert wurde. Um den durch diesen massiven Aufbau entstandenen Druck, dem der Bogen nun ausgesetzt war, abzuleiten, wurden Nord-, West- und Ostseiten bis zur Höhe der Kämpferkapitelle mit schräg ansteigenden Stützmauern versehen. Diese Maßnahmen konnten dennoch nicht verhindern, dass sich im Laufe der Jahrhunderte den Bogen durchziehende Risse bildeten. Die Südseite wurde „geglättet“, indem die Profile der Gesimse abgearbeitet wurden, die Blendarchitektur der Westseite wurde weitgehend zerstört.
Die Durchgänge wurden in ihrer Höhe geteilt, im östlichen Bereich wurden Wohnräume eingerichtet. Ein Durchgang wurde zwischen mittlerem und östlichem Durchgang geschaffen. Mittels einer Öffnung, die von der südlichen Außenseite in die untere Attika durch den vorgeblendeten Giebel geschlagen wurde, gelangte man in den oberen Bereich des Bogens und auf den Turm. Die im Bereich der Attika durchgeführten Arbeiten, zum Beispiel das Einziehen von später wieder entfernten Gewölben, verunklärten den antiken Befund nachhaltig.
Von Thomas Platter dem Jüngeren stammt die älteste ausführlichere Beschreibung des Bogens. In seinem Tagebuch vermerkt er unter dem Datum vom 23. Februar 1597:

„Außerthalb der statt, wann man nach Saint Esprit unndt Leon reißen will, ettwan ein bügsen schutz von der statt, sihet man auch einen sigbogen oder (arcum triump[h]alem) thriumph thurn C. Marii. Es sinndt der thürn oder bogen drey, der mittler aber herlicher, zierlicher unndt höher als die anderen zwen. Sonst ist daß gantz werck vierecket unndt von fern anzusehen wie ein thurn, wirdt auch zu frantzösisch genennet (la Tour des Arcs) der Bogen Thurn. Es seindt zu allen seiten schlachten unndt allerhandt kriegs waaffen, auch streit zu pferdt daran schön gehauwen wie auch daß schiff neben der (divinatrice) wahrsagerin deß C. Marii, die ihm glück zum streitt vorgesagt (prognosticiert) hatt, deßen Plutarchus im leben der vättern gedenket. Es ist sonst daß gebeüw mitt einer mauren vor wenig jahren umbgeben, damitt es vom wetter, winndt unndt regen desto beßer beschirmbt werde.“

In diesem bald darauf von Joseph de La Pise im Jahr 1640 beschriebenen und gezeichneten Zustand blieb der Bogen bis zu seiner Restaurierung im frühen 18. Jahrhundert.

## Restaurierungen
Der scheinbar gute Erhaltungszustand des Bogens von Orange, der sich in weiten Teilen für den Laien als intaktes Zeugnis antiker Architektur darstellt, ist das Ergebnis von über 200 Jahren der Restaurierung und Erneuerung.
Bereits 1721 veranlasste ein prince de Conti, wohl Louis Armand II. de Bourbon, den Abbruch des im 13. Jahrhundert auf dem Bogen errichteten Turms. Weitere Sicherungsmaßnahmen zu treffen, war dem Fürstentum Orange zu kostspielig. Nachdem daher der Bogen 1725 in den Besitz der arbalétiers, der Gesellschaft der Armbrustschützen von Orange, übergegangen war, wurden die Pilaster im westlichen und mittleren Durchgang sowie die westliche Archivolte der Südseite erneuert, ebenso die linke Halbsäule der Südseite. Um das Bauwerk zu sichern, wurde 1772 der obere Teil der Westseite aufgemauert.
In den Jahren 1808/09 führte Alexandre Reux, Départementsarchitekt von Vaucluse, Sicherungs- und Erhaltungsarbeiten am Bogen durch. Im Rahmen dieser Arbeiten wurden die Pilaster sowie Kämpferkapitelle und die Archivolte des westlichen Durchgangs der Südseite ergänzt, die Südostecke in Gänze wiederhergestellt. Zudem wurden die Pilaster der Nordseite ergänzt und die Anbauten, die sich an die westliche Fassade lehnten, abgebrochen. Als 1809 die Route nationale 7 ausgebaut wurde, schuf man eine Platzanlage mit dem Bogen in der Mitte, um die die Straße beidseitig herumgeführt wurde. Beauftragt mit den weiteren Arbeiten am Bogen wurde Auguste Caristie, unter dessen Leitung 1810/11 die letzten Anbauten entfernt und der Sockelbereich des Bogens freigelegt wurden.
Ab 1825 begann Auguste Caristie mit der umfangreichen Restaurierung und der Bauaufnahme des Bogens. Unter Verwendung lediglich zweier antiker Bauteile wurde die gesamte, stark zerstörte Westseite des Bogens völlig neu gestaltet. Die Ergänzungen der Nordseite umfassten die Ecksäulen, Teile des über dem westlichen Durchgang befindlichen Waffenreliefs, die Eckpilaster der unteren und das westliche Postament der oberen Attika. An der stark in Mitleidenschaft gezogenen Südseite ließ er die westlichen Halbsäulen und sämtliche Profile erneuern. Mit Ausnahme der noch am besten erhaltenen Ostseite wurde am Bogen das komplette Gebälk oberhalb der Blendsäulen erneuert. Caristie achtete darauf, die Ergänzungen und Erneuerungen als solche kenntlich zu lassen, und verzichtete auf die Ausarbeitung der Ornamentik.
Dieser geradezu moderne denkmalpflegerische Ansatz wurde bei den Restaurierungen in den Jahren von 1950 bis 1957 verworfen. Nun wurden die als modern zu erkennenden Ergänzungen nachträglich ornamentiert und mittels Sandstrahlen künstlich verwittert. Seither ist eine Unterscheidung des antiken Bestandes von den modernen Ergänzungen kaum mehr möglich.